# Waterhuishouding van het Amsterdam-Rijnkanaal en het Noordzeekanaal

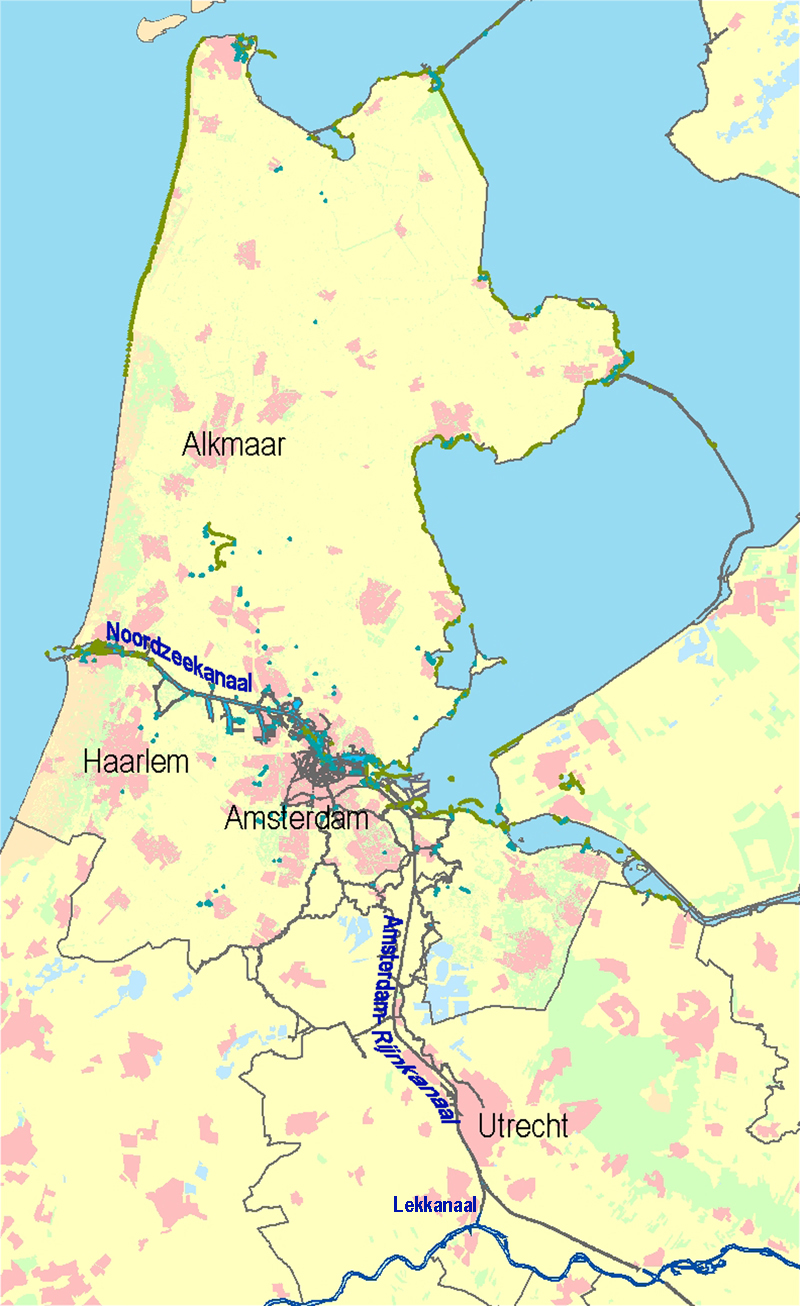
Overzichtskaart van het Amsterdam-Rijnkanaal en Noordzeekanaal.

Het Amsterdam-Rijnkanaal en Noordzeekanaal zijn belangrijke wateren voor de waterhuishouding in West-Nederland en voor de scheepvaart tussen Amsterdam en de Noordzee, Rotterdam en Duitsland.

## Geschiedenis van de kanalen

### Noordzeekanaal
In Amsterdam bestond al eeuwen de behoefte aan een kortere scheepvaartverbinding met de Noordzee dan via de Zuiderzee.
Uiteindelijk is in de tweede helft van de negentiende eeuw het Noordzeekanaal aangelegd door de inpoldering van het toenmalige IJ en de Wijkermeer en de doorgraving van Holland op zijn smalst bij Velsen. Het kanaal is in 1876 gereed gekomen. De verbinding met de Noordzee werd gevormd door de Kleine Sluis en de Zuidersluis te IJmuiden.
Door de ontwikkelingen in de (zee)scheepvaart is het kanaal in de daaropvolgende 85 jaar zeven maal verbreed en verdiept tot de huidige afmetingen (zie de tabel). Ook werden de sluizen van IJmuiden uitgebreid met steeds grotere sluizen; in 1896 met de Middensluis, in 1929 met de Noordersluis en in 2021 met de Zeesluis IJmuiden.

### Amsterdam-Rijnkanaal
Het Amsterdam-Rijnkanaal ontstond toen de voorloper, het Merwedekanaal uit 1892, niet meer voldeed. Door de toenemende verkeer en steeds grotere schepen ontstond er steeds meer oponthoud in het Merwedekanaal. Vele plannen passeerden de revue. Uiteindelijk is het Merwedekanaal tussen Amsterdam en Utrecht verbreed en is er een nieuwe kanaaltak aangelegd naar Wijk bij Duurstede. Tevens is er een aftakking gemaakt (het Lekkanaal) naar de Lek bij Vreeswijk. In 1952 was het Amsterdam-Rijnkanaal voltooid.
| De kanalen in cijfers | De kanalen in cijfers | De kanalen in cijfers |
|                       | Amsterdam-Rijnkanaal  | Noordzeekanaal        |
| --------------------- | --------------------- | --------------------- |
| Lengte                | 59 km (tot de Lek)    | 26 km                 |
| Breedte               | 100 tot 120 m         | 270 m                 |
| Diepte                | 6 m                   | 15 m (11 m in A'dam)  |
| Oppervlakte           | 8.073.570 m²          | 20.523.670 m²         |
| Streefpeil            | NAP −0,40 m           | NAP −0,40 m           |
| Maximumpeil           | NAP 0 m               | NAP 0 m               |

## Waterhuishouding
Het Amsterdam-Rijnkanaal en Noordzeekanaal zijn in eerste instantie aangelegd voor de scheepvaart. In de loop van de tijd is echter de waterbeheer een steeds belangrijkere rol gaan spelen. De kanalen gaan dwars door de provincies Utrecht en Noord-Holland. De watervoorziening en afvoer van overtollig water van een gebied in West-Nederland ter grootte van 2300 km² wordt via beide kanalen geregeld.

## Waterbeheersing

### Wateraanvoer
Het Amsterdam-Rijnkanaal ten noorden van de Lek, het Lekkanaal en het Noordzeekanaal vormen tegenwoordig samen één watersysteem. Dit betekent dat de kanalen in open verbinding met elkaar staan en dus dezelfde waterstand hebben.
Bij de sluizen langs de Lek wordt water aangevoerd via inlaatwerken. Doordat de waterstand van de Lek hoger is dan het Amsterdam-Rijnkanaal/Lekkanaal, komt ook bij elke schutting van schepen water van de Lek naar het kanaal, de zogenaamde schutverliezen. Per jaar komt op deze manier ongeveer 1 miljard m³ water (dit is 1.000.000.000.000 liter) vanaf de Lek op het Amsterdam-Rijnkanaal.
Tussen de Lek en IJmuiden komt er ook water uit de omgeving op de kanalen. Deze hoeveelheid water bedraagt ongeveer twee miljard m³ en is afkomstig uit neerslag die valt in de poldergebieden in Utrecht, Noord- en Zuid-Holland.

### Waterafvoer

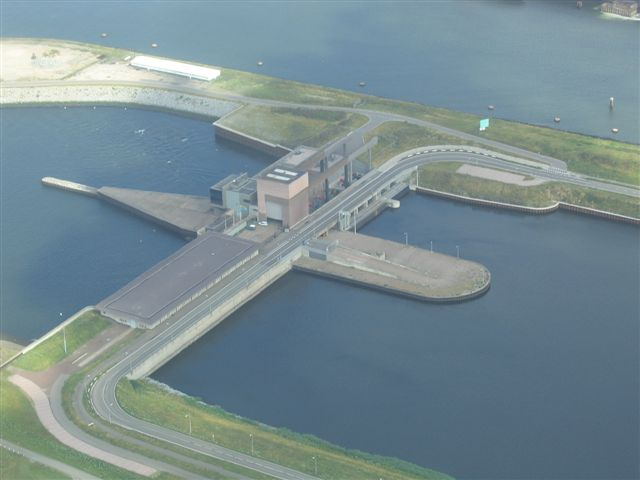
Spuisluis en Gemaal IJmuiden

In IJmuiden wordt al het aangevoerde water naar zee gebracht met behulp van de spuisluis en het Gemaal IJmuiden ten noorden van het schutsluizencomplex. Dat is nodig omdat Nederland anders onder water loopt; een groot deel ligt immers onder de zeespiegel.
Bovendien is het belangrijk dat de waterstand op het kanaal niet te veel varieert, zodat de scheepvaart ongehinderd door kan varen.
Het afvoeren van al dat water naar zee kan op twee manieren. De waterstand op zee is hiervoor bepalend. Is de waterstand lager dan die op het kanaal, dan gaat de spuisluis open en kan het water onder vrij verval weglopen naar zee. Dat is goedkoop want het kost geen energie. Als de zeewaterstand echter hoger is dan op het kanaal, moet er worden gepompt.
Per jaar stroomt door het spuien en pompen bijna drie miljard m³ water naar zee, gemiddeld is dat 95 m³ per seconde.

### Watervoorziening
Het Amsterdam-Rijnkanaal speelt een belangrijke rol in de aanvoer van water voor de regio Utrecht en Zuid-Holland in perioden van droogte. Het water van het kanaal wordt dan getransporteerd naar de Hoogheemraadschappen De Stichtse Rijnlanden, Rijnland en Delfland. Hiermee worden deze gebieden van zoet water voorzien, terwijl ze anders in droge perioden afhankelijk zouden zijn van verzilt water in de directe omgeving.
In de droge zomer van 2003 is extra zoet water vanuit het Markermeer via de zogenaamde Tolhuissluisroute (Singelgracht - Amstel - Amstel-Drechtkanaal - Tolhuissluis) naar de Rijnlandse boezem in het Aarkanaal gevoerd om in het tekort aan zoet water te voorzien en om zout water te kunnen verdrijven.
In juli van dat jaar werd het peil van de kanalen met vijf centimeter opgezet om de wateraanvoer naar de boezemwateren van bovengenoemde waterschappen te bespoedigen.
Het water van het Noordzeekanaal wordt niet gebruikt voor watervoorziening in de regio, omdat het te zout is.

## Andere functies van de kanalen
De kanalen spelen niet alleen een belangrijke rol in de waterhuishouding en scheepvaart, maar hebben ook andere functies, zoals natuur, drinkwatervoorziening, koelwater en viswater.

### Natuur
Langs de kanalen zijn verschillende maatregelen genomen om natuurfuncties te bevorderen. Zo zijn langs het Amsterdam-Rijnkanaal op diverse plaatsen voorzieningen gemaakt, zodat te water geraakte dieren er weer uit kunnen komen. Langs het Noordzeekanaal zijn enkele natuurvriendelijke oevers aangelegd.
Ook zijn in IJmuiden en Schellingwoude vispassages gemaakt om trekvissen de mogelijkheid te bieden om van zee naar binnenwateren te kunnen zwemmen.

### Drinkwater
Bij Nieuwegein en bij Loenen wordt water ingenomen voor de bereiding van drinkwater. Het kanaalwater wordt voorgezuiverd en getransporteerd naar de Waterleidingplas en de Amsterdamse Waterleidingduinen in Leiduin, waar verdere zuivering plaatsvindt voordat het uiteindelijk uit de kraan komt. Om het kanaalwater te kunnen gebruiken voor drinkwaterbereiding moet het schoon genoeg zijn en mogen er niet te veel chloride, zware metalen en pesticiden in zitten.

### Koelwater en viswater
Het kanaalwater wordt ook gebruikt voor de koeling van de energiecentrales te Utrecht, Amsterdam en Velsen. Het geloosde koelwater mag daarbij niet te warm worden, omdat dit schadelijk is voor de vissen in de kanalen.
Ten slotte is op de kanalen ook nog een aantal beroepsvissers, met name op paling, actief en wordt er veel aan sportvissen gedaan.